# Масловский, Евгений Васильевич
Евгений Васильевич Масловский (4 октября 1876 — 29 января 1971, Ментона) — русский генерал-майор.

## Биография
Православный. Образование получил в Тифлисском кадетском корпусе и Михайловском артиллерийском училище (1898). Из училища был выпущен подпоручиком (ст. 08.08.1898) в Карсскую крепостную артиллерию. Позже служил в Кавказской резервной артиллерийской бригаде. Поручик (ст. 13.08.1901).
В 1906 году окончил Николаевскую академию Генерального штаба. После окончания академии служил по Генеральному штабу в Кавказском военном округе. C 26 ноября 1908 — помощник старшего адъютанта штаба Кавказского ВО. С 31 марта 1909 — старший адъютант штаба 66-й пехотной дивизии. С 29 мая 1910 — старший адъютант штаба 52-й пехотной дивизии. Орден Св. Станислава 3-й ст. (02.03.1911). В 1912 — и. д. начальника штаба отряда, направленного в город Ардебиль в Северной Персии для «умиротворения Курдских племён». Подполковник (ст. 06.12.1912). С 28 ноября 1913 — штаб-офицер для поручений при Главнокомандующем войсками Кавказского военного округа.

### Первая мировая война
Участник первой мировой войны. Начальник отделения управления генерал-квартирмейстера штаба Кавказской армии. Оперативный докладчик генерала Юденича во время всех победоносных операций Кавказской армии, начиная с Сарыкамыша в конце 1914 (получил Георгиевское оружие ВП 17.05.1915) и кончая штурмом Эрзерума в начале 1916 (орден Св. Георгия 4-й ст. ВП 10.06.1916). С июня 1915 года полковник.
7 апреля 1916 г. назначен командиром 153-го пехотного Бакинского полка 39-й пехотной дивизии, с которым участвует во взятии Эрзинджана. В 1917 г.— генерал-майор и генерал-квартирмейстер штаба Кавказского фронта. В начале сентября 1917 г. снят с должности и арестован Временным правительством как сообщник генерала Корнилова, но вскоре освобождён и назначен начальником 39-й пехотной дивизии.
После развала Русской армии на Кавказском фронте в конце 1917 г. вернулся в Тифлис, откуда в апреле 1918 г. отправился кружным путём через Крым в станицу Егорлыцкую, куда с трудом прибыл в мае в распоряжение Главнокомандующего Добровольческой армии.

### Гражданская война
Осенью 1918 г. назначен начальником штаба отряда генерала Ляхова (в который были сведены партизанские отряды Терека и Кубани, в том числе партизанская дивизия Шкуро, действовавшая на Владикавказской железной дороге). В ноябре 1918 г. — начальник штаба 3-го армейского корпуса генерала Ляхова, сформированного на базе его отряда.
В начале 1919 г., сразу после занятия 3-м корпусом Ессентуков, Кисловодска и Пятигорска, генерал Деникин назначил генерала Ляхова командующим войсками Терско-Дагестанского края. Масловский остался при нём начальником штаба. В конце марта 1919 г. генерал Ляхов был вынужден подать в отставку в связи с преступлениями его адъютанта, и генерал Масловский заменял его до 16 апреля 1919 г., когда новым главноначальствующим и командующим войсками Северного Кавказа был назначен генерал Эрдели. Масловский продолжал оставаться его начальником штаба. Во время отступления ВСЮР в марте 1920 г. он организовал планомерный отход войск, лазаретов и учебных заведений по Военно-Грузинской дороге в Грузию.
В июле 1920 г. из Тифлиса через Батум он прибыл в Крым и был назначен генералом для поручений при начальнике штаба Главнокомандующего генерале Шатилове. Во время высадки десанта на Кубань в августе 1920 года Масловский некоторое время заменял генерала Шатилова на должности начальника штаба Главнокомандующего. При разделении Русской армии генерала Врангеля на две армии в конце августа 1920 г. — 1-ю генерала Кутепова и 2-ю генерала Драценко — был назначен начальником штаба 2-й армии. После неудачи Заднепровской операции в самом конце сентября генерал Масловский по собственной просьбе был освобождён от должности.

### В эмиграции
Эвакуировался из Крыма в Константинополь. В 1921 г. переехал в Болгарию, где работал геодезистом при выправлении русла реки Тунжа и на постройке железной дороги к Пловдиву. В 1927 году переехал во Францию. Работал на автомобильном заводе Панар и Лавассер в Париже, заведовал церковной библиотекой в Ницце. Член Союза офицеров Кавказской армии. Умер в Ментоне, похоронен на местном кладбище.
В 1965 году дал интервью о своей жизни.
Личный архив находится в Бахметевском архиве Колумбийского университета.

## Сочинения
- Великая война на Кавказском фронте. 1914—1917 гг. Редактор: К. К. Семенов. Серия: Военные мемуары. — Москва: Издательство «Вече», 2015, 541 стр. ISBN 9785444417546
- Мировая война на Кавказском фронте 1914—1917 г. Париж, 1933. Так же доступно на сайте ГПИБ со схемами
- Автор ряда статей об операциях на Кавказском фронте в «Часовом» (№ 62 и др.), в «Русском инвалиде» (№ 23), а также в газете «Россия и Славянство».
- Редактор и соавтор юбилейного сборника «Генерал от инфантерии Н. Н. Юденич» (Париж, 1931).